# Oblacja

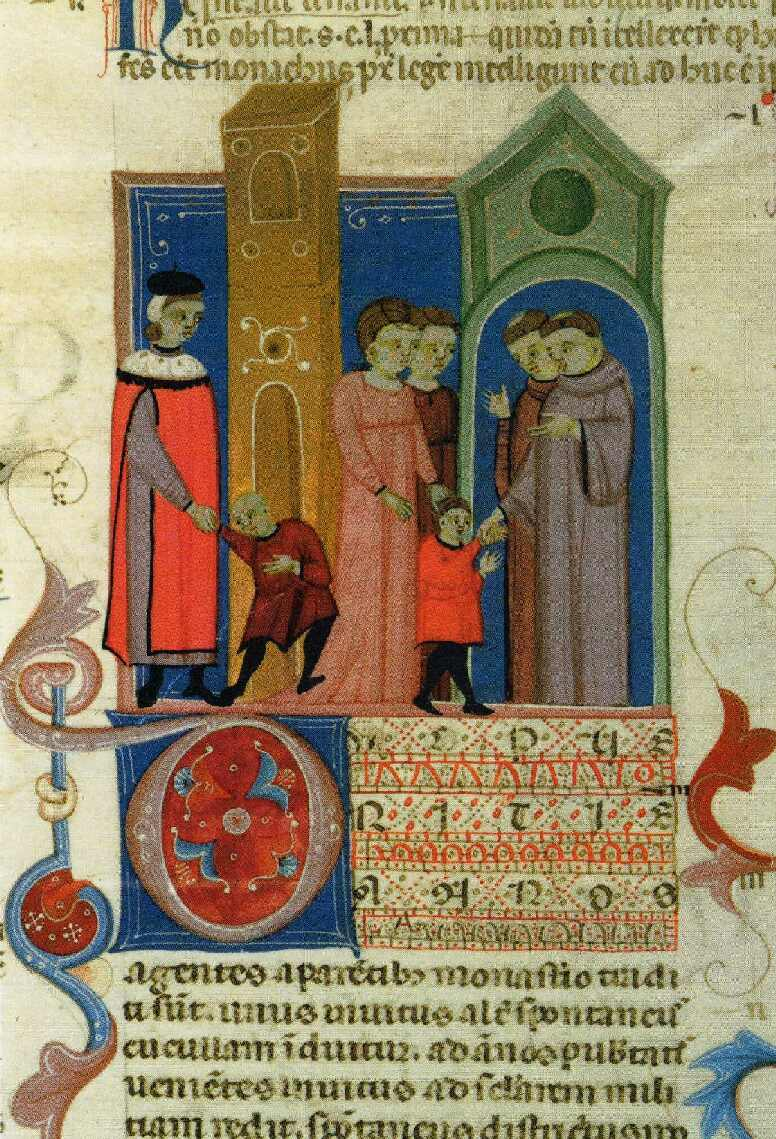
Ilustracja z połowy XIV wieku przedstawiająca przekazanie dzieci do zakonu

Oblacja (łac. oblatio, oblatum – ofiara, ofiarowany) – stosowany we wczesnym średniowieczu zwyczaj oddawania małych dzieci do klasztoru w celu ich wychowania na przyszłych zakonników. Oblację dopuszczała reguła św. Bazylego, choć według jej zasad oblaci dopiero po osiągnięciu dojrzałości składali śluby zakonne i mieli możliwość rezygnacji z życia klasztornego. Natomiast przyjęta później powszechnie w zachodniej Europie reguła św. Benedykta uznawała decyzję rodziców za ostateczną i uniemożliwiała oblatom odejście z zakonu (np. św. Tomasz z Akwinu). W ten sposób oblacja stała się nie tylko źródłem wielu osobistych tragedii, ale i przyczyniła się do rozluźnienia dyscypliny zakonnej w wielu klasztorach, w których zakonnikami było wiele osób do tego zmuszonych. Dopiero w XI-XII wieku na fali reform życia zakonnego (reforma kluniacka) zaczęto krytykować praktykę oblacji. Pierwsza zniosła ją benedyktyńska kongregacja w Hirsau, wymagając by kandydaci na zakonników podejmowali decyzję przywdziania habitu samodzielnie i dojrzale. Także po zarzuceniu zwyczaju oblacji wiele osób było nakłanianych pod mniejszą lub większą presją do wstąpienia do zakonu, jednak nie zmuszano już do tego dzieci. 
Oblacja w zakonach opartych na regule św. Benedykta (benedyktyni) polega obecnie na włączeniu do wspólnoty opactwa benedyktyńskiego pełnoletnich osób świeckich lub kapłanów diecezjalnych, którzy - składając akt oblacji - ofiarują (oblatio) się Bogu, pragnąc żyć w świecie duchowością benedyktyńską i zachowując ducha reguły św. Benedykta w swoim życiu.
Znani oblaci benedyktyńscy: św. Franciszka Rzymianka - patronka oblatów benedyktyńskich, św. Tomasz Becket, św. Thomas More, św. Oliver Plunkett, Elena Cornaro Piscopia, Joris-Karl Huysmans, Dorothy Day, Jacques Maritain, Raïssa Maritain, Walker Percy, prof. Anna Świderkówna, Joseph Ratzinger - Benedykt XVI, bł. Hanna Chrzanowska - oblatka tyniecka.